# Killing Allan
Killing Allan är den första singeln med den svenska rockgruppen The Hellacopters. Singeln utkom 1995 och är producerad av Tomas Skogsberg.

## Låtlista
1. "Killing Allan"
2. "Ferrytale"
3. "The Creeps" (Social Distortion)

## Medverkande
- Nicke: gitarr, sång
- Dregen: gitarr
- Kenny: bas
- Robert: trummor